# Elmer Haya
Elmer D. Haya (auch Elemer Haya) ist ein philippinischer Poolbillardspieler.

## Karriere
Im September 2004 erreichte Haya bei der 8-Ball-WM die Finalrunde, schied jedoch im Achtelfinale aus.
Im November 2007 belegte er bei der Negros Oriental International 9-Ball Championships den dritten Platz. 2010 wurde er Dritter bei der Star Billiards 10-Ball Championship.
2012 erreichte er erneut die Finalrunde einer Weltmeisterschaft. Bei der 8-Ball-WM unterlag er in der Runde der letzten 64 seinem Landsmann Carlo Biado. 2014 erreichte Haya bei der 9-Ball-WM mit dem Einzug ins Halbfinale seinen bislang größten Erfolg. Im Halbfinale verlor er jedoch gegen den späteren Weltmeister Niels Feijen mit 7:11.